# طبق النجوم
طبق النجوم هو برنامج تلفزيوني للطبخ يعرض في شهر رمضان من كل عام على قناة ART الأفلام (إيه آر تي) التابعة لشبكة راديو وتلفزيون العرب
يستضيف ثلاثين ضيفا من كبار النجوم المصريين في السينما والدراما على مدى ثلاثين حلقة يحضرون خلاله أشهى الأطباق التي يجيدون طبخها إضافة إلى حديثهم عن الشهر الفضيل وطقوسه لديهم

## النجوم الذين قدموا البرنامج
- هالة فاخر
- رانيا فريد شوقي[2]
- وحيد سيف
- رجاء الجداوي
- سيد زيان
- غادة عبد الرازق [3]